# دنباله‌دار هایاکوتاکه
دنباله‌دار هایاکوتاکه (نام علمی: Comet Hyakutake) در ۳۱ ژانویه ۱۹۹۶ کشف شد. این دنباله دار همچنان که در مسیر خود به دور خورشید، به نزدیک‌ترین فاصله خود از زمین نزدیک می‌شد، به سرعت پرنورتر می‌شد، تا جایی در ۲۵ ماه مارس همان سال به نزدیک‌ترین فاصله‌اش از زمین رسید. در این حالت در آسمان شب از قدر صفر می‌درخشید و به راحتی با چشم غیرمسلح قابل رویت بود. پهنای گیسوی آن حدود ۲ درجه و طول دم آن حدود ۸۰ درجه بود.
در تاریخ ۱ مه ۱۹۹۶، فضاپیمای اولیس به صورت غیرمنتظره‌ای از داخل دنبالهٔ یونی این دنباله‌دار گذشت. (با فاصله‌ای بیشتر از ۵۰۰ میلیون کیلومتر از هسته آن) اولیس نشان داد که هایاکوتاکه بلندترین دنباله‌ای را که تا به حال برای یک دنباله‌دار شناخته شده دارا می‌باشد.
هایاکوتاکه یک دنباله‌دار بلندمدت است. قبل از آخرین عبورش از داخل منظومهٔ شمسی، دوره تناوب مداری آن حدود ۱۷۰۰۰ سال بود، اما در اثر گرانش سیارات بزرگ منظومهٔ شمسی دچار انحراف شد و دوره تناوب آن به ۷۰۰۰۰ سال افزایش یافت.